# Johann Philipp Becker
Pour les articles homonymes, voir Becker.
Johann Philipp Becker, né le 20 mars 1809 à Frankenthal (Allemagne) et mort le 9 décembre 1886 à Genève (Suisse), est un acteur important de la Révolution badoise de 1848 et l'un des principaux organisateurs de l'armée populaire de Bade. Plus tard, il est social-démocrate suisse et membre dirigeant de la Première Internationale, ainsi que rédacteur en chef de son organe de presse suisse. À partir des années 1860, il se lie d'amitié avec Karl Marx, mais surtout avec Friedrich Engels.

## Biographie

### Démocrate petit-bourgeois
Becker est le fils d'un charpentier à Frankenthal, Palatinat. L'acte de naissance le mentionne sous le prénom de Jean Philippe, puisque sa ville natale appartient alors à la France avec le département du Mont-Tonnerre. Il apprend le métier de brossier, dans lequel il obtient le brevet de maître artisan. Il fait preuve d'un engagement démocratique radical dès son plus jeune âge, c'est pourquoi à l'âge de vingt ans, il entonne la Marseillaise lors de la visite de son souverain, et il se tient également démonstrativement sous un arbre de la liberté planté par son grand-père.
À l'âge de 21 ans, il se marie avec son amie d'enfance Elisabeth, qui devient une fidèle compagne. En 1832, il assiste à la Fête de Hambach, dont il espère qu'elle déclenchera une révolution allemande. En raison de ses discours révolutionnaires, il est jugé, est arrêté le 29 octobre 1833 mais acquitté par la cour d'appel de Deux-Ponts (de). Il est enregistré dans le Livre noir de l'Autorité centrale fédérale de Francfort (entrée n° 84). Il est de nouveau arrêté en novembre et détenu pendant 11 mois.
En mai 1838, il s'installe en Suisse avec sa femme et ses enfants, d'abord à Berne puis à Bienne, où il est admis comme citoyen en 1847. Il atteint une prospérité modeste dans divers métiers et devient même en 1842 associé dans une fabrique de cigares. Néanmoins, il est resté fidèle à ses idées démocratiques radicales. En 1847, il participe à la guerre du Sonderbund en tant que secrétaire d'état-major et adjudant d'Ulrich Ochsenbein du côté des cantons libéraux. Malgré la courte durée des opérations de combat, il y acquit une expérience militaire qui lui sera plus tard très utile en Bade. le 9 En février 1847, à sa demande, il devient citoyen du canton de Berne. La même année, cependant, il perd la majeure partie de sa fortune en raison de la crise économique et doit abandonner la fabrique de cigares.

### Franc-tireur
La révolution de février 1848 à Paris est accueillie avec joie par Becker : « Le temps est enfin venu où il fait bon vivre », écrit-il à un ami. Pendant la révolution de Mars, il initie un rassemblement de démocrates allemands vivant en Suisse à Bienne. Une « Légion allemande » doit être fondée.
Avant même que les préparatifs aient atteint leur maturité, la nouvelle arrive que Friedrich Hecker a proclamé la république à Constance. Pour soutenir le soulèvement d'Hecker (de), Becker s'installe en Bade avec 50 volontaires. Hecker ayant été écrasé lors de la bataille du Scheideck (de) le 20 avril 1848, Becker rejoint la troupe de l'ancien lieutenant badois Franz Sigel. Une attaque prévue de l'assaut sur Fribourg (de) échoue cependant, la troupe révolutionnaire est repoussée par les troupes badoises et hessoises et se disperse. Becker, qui a tenu bon jusqu'au bout avec sa troupe, doit également se retirer. Il appelle une nouvelle fois à soutenir les révolutionnaires badois lorsque Gustav Struve tente un nouveau soulèvement en septembre. Celle-ci est également rapidement écrasée lors de la bataille de Staufen (de), et Becker ne peut couvrir la retraite des troupes dispersées qu'en occupant l'île des cordonniers près de Weil am Rhein avec environ 700 hommes. L'échec de ces actions permet à Becker de comprendre qu'une préparation minutieuse est nécessaire au succès.
Pour exprimer ses convictions, il publie en décembre 1848 un journal radical au titre trop explicite : "Die Revolution". En janvier 1849, Becker est expulsé du canton de Berne et s'installe à Neuchâtel où, fort de son expérience, il poursuit son journal sous le nom de "Die -Evolution".

### Organisateur de l'armée populaire de Bade
Lorsque la révolution éclate à nouveau en mai 1849 en raison des soulèvements dans le Palatinat et en Bade, Becker se précipite à Karlsruhe et se met à la disposition du comité d'État. Les troupes de Rastatt se sont mutinées le 11 mai contre le traitement misérable, toute l'armée badoise se déclare révolutionnaire. Bien que le comité régional des associations populaires, qui a d'abord pris en charge les affaires du gouvernement sous Lorenz Brentano après la fuite du grand-duc Léopold, ait évité des mesures trop radicales, Becker, connu pour son esprit de décision, est nommé commandant en chef de l'armée populaire - qui reste encore à créer.
La conscription et l'armement de tous les hommes célibataires de 18 à 30 ans ont déjà été décidés par l'assemblée populaire, mais n'ont pas encore été organisés. Becker se charge de l'immense travail ; il compte parmi ses proches collaborateurs Gustav Tiedemann (de), qu'il nomme son chef d'état-major, Peter Alfred Michel (de) comme adjudant général et Heinrich Hattemer (de) comme secrétaire d'état-major, Maximilian Dortu (de) d'abord comme chef d'état-major, plus tard comme commandant d'un bataillon. Des commissaires de recrutement sont envoyés, des sous-officiers et des officiers subalternes des troupes de ligne sont désignés comme instructeurs, les armes et l'équipement sont organisés. Souvent, le travail est entravé par des commissaires civils et des collaborateurs conservateurs de Brentano. Ainsi, seuls 25 bataillons de l'armée populaire de 500 hommes chacun peuvent être créés, soit la moitié de ce qui a été prévu. Outre l'armée populaire, d'autres unités irrégulières se sont formées, dont la "Légion allemande en Suisse" initiée par Becker à l'époque, mais qui est bientôt appelée la Légion des réfugiés en raison de l'afflux important de démocrates en fuite d'autres États allemands. Elle est commandée par l'horloger Georg Böhning (de) (également : Böning), qui a déjà acquis des mérites dans la lutte grecque pour l'indépendance.
Le 24 mai, quelques escadrons du régiment de dragons « Grand-Duc », menés par des officiers contre-révolutionnaires, entrent à Karlsruhe. La capitale de l'État est presque dépourvue de troupes régulières. Becker a l'hôtel de ville et les points stratégiquement les plus importants sécurisés par la milice et les irréguliers; le coup d'État des dragons a échoué. Leurs officiers sont arrêtés.
Lorsque, le 1er juin, le comité national se dissout et qu'un gouvernement provisoire se constitue, qui nage entièrement dans le sillage de Brentano, hostile à toute mesure radicale, Becker et ses amis politiques s'inquiètent du sort de la révolution, car les troupes prussiennes et un corps fédéral mixte sont déjà en marche pour l'écraser. Seules des mesures décisives permettraient d'espérer un succès. Dans la tradition des clubs français de l'époque de la Révolution française, un groupe de démocrates se forme le 5 juin pour former le "Club du progrès décidé", dont Becker est l'un des dirigeants, aux côtés de Struve.
Une délégation du club remet à Brentano un programme en 11 points contenant les principales revendications : Renvoi et punition des fonctionnaires et officiers contre-révolutionnaires, destitution du commandant en chef réactionnaire Beck et nomination du combattant polonais de la liberté Ludwik Mierosławski, ainsi que d'autres mesures. Pour donner plus de poids à ses revendications, Becker fait occuper des points stratégiques de la ville. Brentano réagit en immobilisant la délégation du Club, qui comprend, outre Becker, Struve, Böhning et Wilhelm Liebknecht. L'attitude menaçante des francs-tireurs l'oblige cependant à les libérer rapidement. Becker et Böhning se rendent sur la ligne du Neckar, où l'on attend l'entrée des troupes contre-révolutionnaires.

#### Commandant de troupe sur le Neckar
Entre-temps, les premiers affrontements armés avaient lieu à la frontière bado-hessoise. Franz Sigel, ancien lieutenant de Bade, devenu colonel et ministre de la Guerre à 24 ans, a proclamé l'état de guerre et la loi martiale et a préparé la défense de la ligne du Neckar. Il confie à Becker le commandement du corps volant dans l'Odenwald et l'organisation de la milice populaire dans la région du Neckar. Becker a donc tout d'abord sous ses ordres 1 600 hommes issus de différentes unités, dont le bataillon Böning est le plus important en nombre. L'habillement, l'armement et la discipline des équipes laissent encore à désirer. Lors de la première avancée de Heidelberg en territoire hessois vers Waldmichelbach et Siedelsbrunn, les unités de Becker sont désorganisées, certaines font preuve d'une désobéissance ouverte. Leur commandant intervient avec détermination. En revanche, ses hommes le suivent avec enthousiasme lors d'une attaque nocturne sur la petite ville hessoise d'Hirschhorn, située directement sur les rives du Neckar, afin de dégager trois compagnies de gymnastes de Hanau assiégées dans le château d'Hirschhorn (de). L'action est un succès. L'ennemi se retire et les habitants de Hanau peuvent se retirer. Le succès de l'action améliore nettement l'ambiance et renforce le lien entre la troupe et le commandant. Du nouveau commandant en chef Mieroslawski, arrivé entre-temps, Becker reçoit l'ordre d'occuper Ziegelhausen près d'Heidelberg, les forces doivent être concentrées pour la bataille attendue. Le matin du 15 juin, l'attaque du corps fédéral sur la ligne badoise du Neckar commence le 1er juin.

#### La bataille de Durlach
"C'est sans doute l'épisode le plus brillant de toute la campagne bado-palatine", juge Friedrich Engels qui, en tant qu'aide de camp d'August Willich, a lui-même participé à la campagne dans une unité palatine. Avec à peine 1000 hommes, Becker tient la ligne sur la Pfinz pendant plus de quatre heures contre toute une division prussienne et défie l'intervention de deux autres divisions pour couvrir la retraite de l'armée révolutionnaire de Karlsruhe.

### Développement politique ultérieur
Après son retour en Suisse, Becker s'installe avec sa famille à Genève et fonde un débit de boissons. La même année, il écrit avec son ancien compagnon d'armes Christian Essellen une "Histoire de la révolution de mai 1849 dans le sud de l'Allemagne", qui est publiée la même année à Genève. En raison des nombreux détails militaires qu'il contient, Engels s'appuie sur ce livre pour son ouvrage "Die deutsche Reichsverfassungskampagne" (La campagne allemande pour la constitution du Reich). Sur le plan économique, Becker connaît des difficultés de plus en plus grandes, il doit vendre son débit de boissons et, au cours des années suivantes, il travaille comme photographe, marchand de légumes, représentant de commerce et propriétaire d'une imprimerie. De 1856 à 1860, il vit à Paris, mais là non plus, il n'a pas de chance.
En 1860, il entre pour la première fois en contact avec Karl Marx ; il lui envoie des documents non sollicités sur Carl Vogt, qui vit en Suisse et a publié une brochure attaquant Marx et d'autres communistes. Marx utilise le matériau pour une réplique.
Lorsque le mouvement d'unification de l'Italie se forme sous la direction de Giuseppe Garibaldi, Becker part pour deux ans à Gênes afin d'y pousser à la formation d'une légion de volontaires allemands pour soutenir Garibaldi. De retour à Genève, Becker fonde la "Société populaire fédérale" et se lance dans le journalisme.

## Honneurs

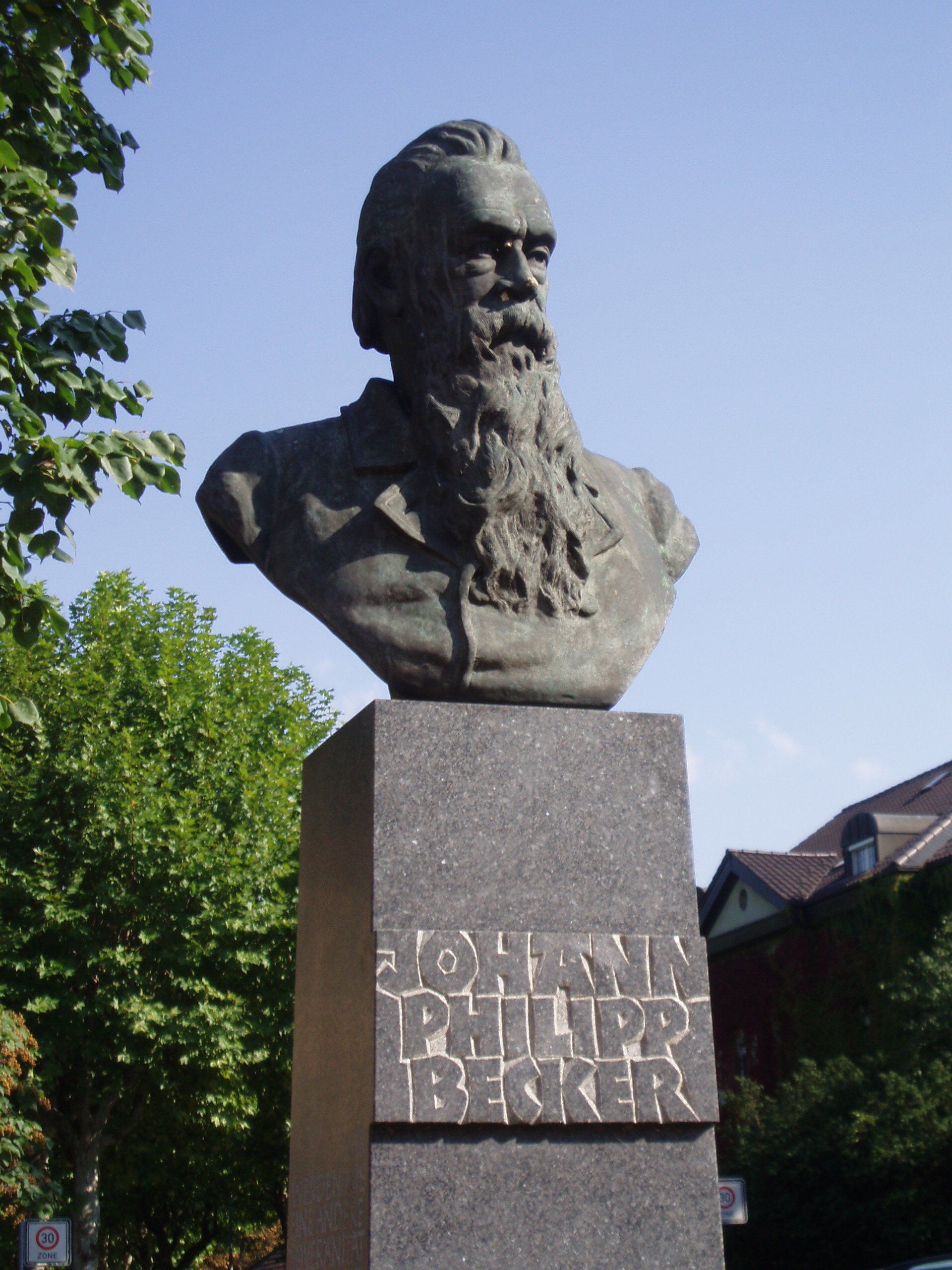
Buste à Frankenthal

- Le nom de Johann Philipp Becker est donné le 1er mars 1967 un régiment de l'Armée nationale populaire de la RDA (ANV) ainsi que sa caserne dans le quartier d'Alten à Dessau[5].
- Un buste de Becker réalisé par Gerhard Geyer est au bosquet d'honneur sur le terrain de la caserne depuis 1979. C'est un cadeau de la ville au régiment. Le 18 novembre 1991, le buste est remis au Musée d'histoire militaire de Dresde en novembre 1991.
- À Frankenthal, ville natale de Becker, un buste est érigé en 1986 à l'occasion du centenaire de sa mort.
- À Waghäusel, la Johann-Philipp-Becker-Straße porte son nom pour commémorer la bataille de Waghäusel
- À l'occasion du 200e anniversaire de la naissance de Johann Philipp Becker, la section locale du DGB et les Naturfreunde de Frankenthal organisent une manifestation commémorative avec un cortège de manifestants.

## Publications
- Ein Wort über die Fragen der Zeit. Bellevue bei Konstanz 1841
- Johann Philipp Becker: Rede auf dem Hambacher Fest. Abgedruckt in Wirth: Das Nationalfest der Deutschen zu Hambach. Neustadt a.H., 1832, p. 85–87
- Die Neutralität nach dem Mährchen vom Menschenfresser erzählt. Grbr. Benz, Biel 1848 Digitalisat
- Das Generalkommando der Volkswehr an die Wehrmannschaft, Karlsruhe, den 26. Mai 1849. Dans: Karl Obermann: Flugblätter der Revolution. Berlin 1970, p. 424–425.
- Johann Philipp Becker, Christian Essellen: Geschichte der süddeutschen Mairevolution des Jahres 1849. Genève 1849 Digitalisat
- Wie und wann? Ein ernstes Wort über die Fragen und Aufgaben der Zeit. Genève / London / Manchester 1862 Digitalisat
- Polen die Diplomatie und die Revolution. Deutsche Verlagshalle, Genève 1863 Digitalisat
- Offener Brief an die Arbeiter über Schulze-Delitzsch und Ferdinand Lassalle, die Bourgeoisie und das Proletariat. Genf, 1863
- Der Vorbote: politische und sozial-ökonomische Monatsschrift; Zentralorgan der Sektionsgruppe Deutscher Sprache der Internationalen Arbeiterassoziation. Redigiert von Joh. Ph. Becker. Genève, Jg.1/1866-Jg.6/1871. (Reprint: Dietz, Berlin 1963) Band 1 1866 Digitalisat Bd. 3 und 4 1868-1869 Digitalisat
- Programm der Internationalen Arbeiter-Assoziation. Dans: Demokratisches Wochenblatt (de). Nr. 31 Beilage vom 1. August 1868, Nr. 32 Beilage vom 8. August 1868, Nr. 33 Beilage vom 15. August 1868
- Die Internationale Arbeiter-Association und die Arbeitsbewegung in Basel im Winter 1868 auf 1869. Genève, 1869
- Neue Stunden der Andacht. Psalmen in Reimform. Kriterien und Satire. Deutsche Verlagshalle, Genève 1874
- A bas les Masques. Henri Rochefort & le Gutenberg. Imprimerie Coopérative, Genève 1878

### Biographies et histoire militaire
(classés par ordre chronologique)
- Friedrich Engels: Die deutsche Reichsverfassungs-Campagne. In: Neue Rheinische Zeitung. Politisch-ökonomische Revue. Hambourg 1850
- Oberstleutnant a. D. Staroste: Tagebuch über die Ereignisse in der Pfalz und Baden im Jahre 1849. Verlag der Riegelschen Buch- und Musikalienhandlung. Potsdam 1852
- W. B.: Vom alten Becker. Zur Erinnerung an einen Veteranen der Arbeiterbewegung. Dans: Die Neue Zeit. Revue des geistigen und öffentlichen Lebens. 5(1887), Heft 7, p. 298–306. Digitalisat
- Albert Maag: J. P. Becker von Biel und die deutsche Legion (1849). Dans: Basler Zeitschrift für Geschichte und Altertumskunde (de), Vol. 3, 1904, p. 285–298. (Digitalisat)
- Franz Mehring: Johann Philipp Becker. Dans: Die Neue Zeit. Wochenschrift der deutschen Sozialdemokratie. 27.1908–1909, 1. Volume (1909), Heft 26, p. 937–939. Digitalisat
- Ein vergessener Frankenthaler. Johann Philipp Becker : *1809, + 1886. Dans: Monatsschrift des Frankenthaler Altertumsvereins. 35 (1927), p. 32–33.
- Ein vergessner Mitbegründer der Arbeiter-Internationale. * 1809 Johann Philipp Becker † 1886. Dans: Der Wahre Jacob. Unterhaltungsbeilage. Nr. 4, 1927, p. 10–11. Digitalisat
- Kurt Baumann: Vom Hambacher Fest zur Sozialistischen Internationale. Die Lebensgeschichte Johann Philipp Beckers aus Frankenthal. In: Der arme Konrad aus Rheinland-Pfalz. 1950, p. 53–58.
- (de) Karl Griewank, « Becker, Johann Philipp », dans Neue Deutsche Biographie (NDB), vol. 1, Berlin, Duncker & Humblot, 1953, p. 717–718 (original numérisé).
- Johann Philipp Becker. Dans: Franz Osterroth: Biographisches Lexikon des Sozialismus. Verstorbene Persönlichkeiten. Vol. 1. J. H. W. Dietz Nachf., Hannover 1960, S. 19–20.
- Georg Trübner: Der Deutsche Republikaner Johann Philipp Becker als Mitstreiter für die Erringung demokratischer Ziele in der Schweiz. Dans: International Review of Social History. 1961, p. 256–276.
- Rolf Dlubek: Johann Philipp Becker. Vom radikalen Demokraten zum Mitstreiter von Marx und Engels in der ersten Internationale (1848-1864/65). 2 Teile. Berlin 1964.
- Ernst Engelberg: Johann Philipp Becker in der ersten Internationale. Fragen der Demokratie und des Sozialismus. Dietz Verlag, Berlin 1964
- Becker, Johann Philipp. In: Lexikon sozialistischer deutscher Literatur. Leipzig 1964, p. 102–104 Bibliografie S. 104.
- Rolf Dlubek: Ein deutscher Revolutionsgeneral. Johann Philipp Becker in der Reichsverfassungskampagne. Dans: Jahrbuch für Geschichte 7, Berlin 1972, p. 557–611.
- Karl Schmiedel: Johann Philipp Becker. General der Revolution. Militärverlag der DDR, Berlin 1986.  (ISBN 3-327-00020-4).
- Beatrix W. Bouvier: Die Internationale Arbeiterassoziation und die Rolle Johann Philipp Beckers. In: dieselbe: Französische Revolution und deutsche Arbeiterbewegung. Bonn 1982, p. 187–191. (=Veröffentlichungen d. Inst. f. Sozialgeschichte Braunschweig)
- Rolf Dlubek (de): Der Briefwechsel zwischen Friedrich Engels und Johann Philipp Becker als unausgeschöpfte biographische Quelle. In: Küttler, Werner / Meier Helmut (dir.): Gibt es erledigte Fragen an die Geschichte? – Beiträge eines wissenschaftlichen Kolloquiums aus Anlaß des 65. Geburtstages von Walter Schmidt am 1. Juli 1995 in Berlin. trafo verlag, Berlin 1996, 2. ergänzte Aufl.  (ISBN 3-89626-095-2).
- Rolf Dlubek: „Er war ein seltener Mann“. Johann Philipp Becker aus Frankenthal im Urteil seiner Zeitgenossen. In: Historischer Verein der Pfalz. Mitteilungen. 95 (1997), p. 203–242.
- Rolf Dlubek: Die Korrespondenz Johann Philipp Beckers als Präsident der Sektionsgruppe deutscher Sprache der Internationalen Arbeiterassoziation. Dans: Jürgen Herres, Manfred Neuhaus (dir.): Politische Netzwerke durch Briefkommunikation. Briefkultur der politischen Oppositionsbewegungen im 19. Jahrhundert. Akademie Verlag, Berlin 2002.  (ISBN 3-05-003688-5), p. 117–176.
- Wolfgang Eckhardt: Bakunin und Johann Philipp Becker. Eine andere Perspektive auf den Beginn der Auseinandersetzungen zwischen Marx und Bakunin in der Ersten Internationale. Dans: Internationale wissenschaftliche Korrespondenz zur Geschichte der deutschen Arbeiterbewegung (de). 35 (1999), p. 66–122.
- Hans Werner Hahn (Hrsg.): Johann Philipp Becker. Radikaldemokrat, Revolutionsgeneral, Pionier der Arbeiterbewegung. (= Schriften der Siebenpfeiffer-Stiftung, Vol. 5). Thorbecke, Stuttgart 1999,  (ISBN 3-7995-4905-6).
- Gerhard Nestler: Johann Philipp Becker. In: Biographisches Lexikon zur Geschichte der demokratischen und liberalen Bewegungen in Mitteleuropa (Bd. 2/Teil 1), dir. d'Helmut Reinalter (de), Peter Lang, Frankfurt a. M. u. a. 2005, p. 23–25.

### Lettres
- Reinhold Rüegg (de): Aus Briefen an Johann Philipp Becker. Dans: Die Neue Zeit. Revue des geistigen und öffentlichen Lebens. 6(1888), Heft 10, p. 449–463. Digitalisat
- Reinhold Rüegg: Aus Briefen an Johann Philipp Becker. Dans: Die Neue Zeit. Revue des geistigen und öffentlichen Lebens. 6(1888), Heft 11, p. 505–518. Digitalisat
- Reinhold Rüegg: Aus Briefen an Johann Philipp Becker. Dans: Die Neue Zeit. Revue des geistigen und öffentlichen Lebens. 6(1888), Heft 12, p. 558–569. Digitalisat
- Friedrich Adolf Sorge (de): Briefe und Auszüge aus Briefen von Joh. Phil. Becker, Jos. Dietzgen, Friedrich Engels, Karl Marx u. A. an F. A. Sorge und Andere. J. H. W. Dietz Nachfolger, Stuttgart 1906. Digitalisat

### Fiction
- Stefan Heym: The Lenz papers, Londres, 1965 (dt.: Die Papiere des Andreas Lenz bzw. Lenz oder die Freiheit. Goldmann Verlag.  (ISBN 3-442-07103-8)